# Australian Football League

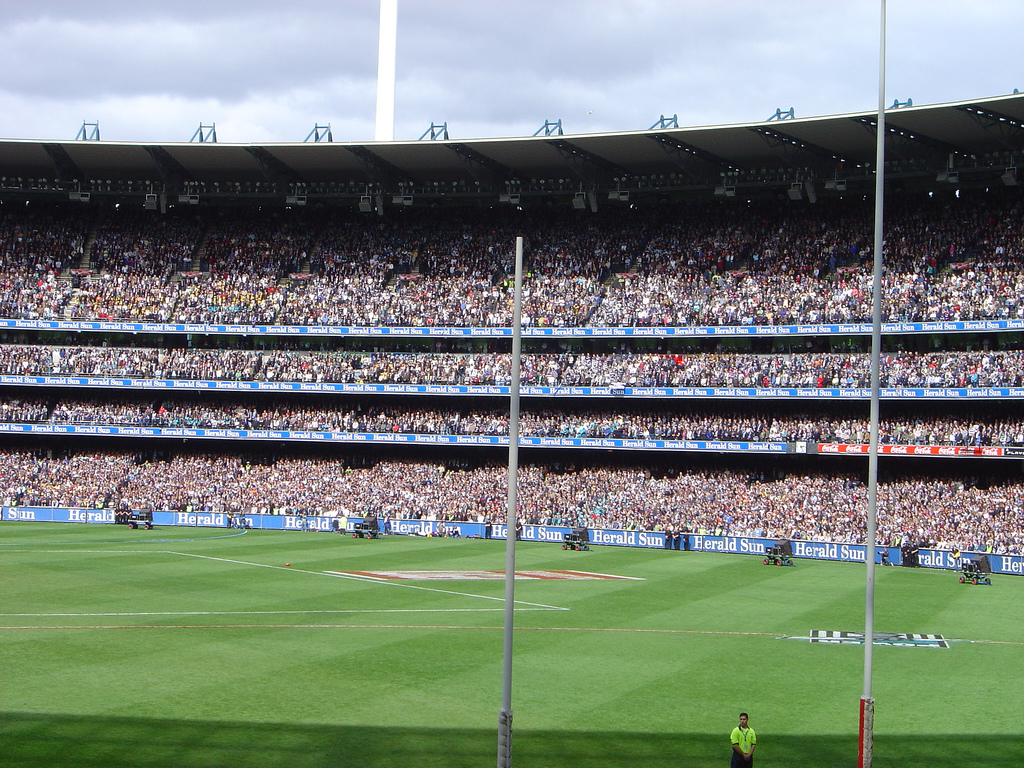
Der ausverkaufte Melbourne Cricket Ground beim Grand Final 2007

Die Australian Football League (AFL) ist die höchste Spielklasse des Australian Football in Australien und die einzige Profiliga in dieser Sportart. In der AFL spielen derzeit 18 Mannschaften. Bis 1990 hieß die Liga Victorian Football League. Die Spielzeit in der AFL beginnt Ende März und endet traditionell mit dem Grand Final am letzten Samstag des Septembers. Das Grand Final, der Saisonhöhepunkt, in dem der australische Meister ermittelt wird, wird im Melbourne Cricket Ground in Melbourne ausgetragen. Rekordsieger sind die Carlton Blues, die Collingwood Magpies und die Essendon Bombers mit jeweils 16 Titeln.

## Mannschaften
| Mannschaft                                | Emblem | Stadt                        | Stadion                   | Beitritt AFL | Meistertitel |
| ----------------------------------------- | ------ | ---------------------------- | ------------------------- | ------------ | ------------ |
| Adelaide Crows                            |        | Adelaide, South Australia    | Adelaide Oval             | 1991         | 02           |
| Brisbane Lions                            |        | Brisbane, Queensland         | Brisbane Cricket Ground   | 1997         | 04           |
| Carlton Blues                             |        | Melbourne, Victoria          | Docklands Stadium         | 1897         | 16           |
| Collingwood Magpies                       |        | Melbourne, Victoria          | Melbourne Cricket Ground  | 1897         | 16           |
| Essendon Bombers                          |        | Melbourne, Victoria          | Docklands Stadium         | 1897         | 16           |
| Fremantle Dockers                         |        | Fremantle, Western Australia | Perth Stadium             | 1995         | 0            |
| Geelong Cats                              |        | Geelong, Victoria            | Kardinia Park             | 1897         | 10           |
| Gold Coast Suns                           |        | Gold Coast, Queensland       | Carrara Stadium           | 2011         | 0            |
| Greater Western Sydney Giants             |        | Sydney, New South Wales      | Sydney Showground Stadium | 2012         | 0            |
| Hawthorn Hawks                            |        | Melbourne, Victoria          | Melbourne Cricket Ground  | 1925         | 13           |
| Melbourne Demons                          |        | Melbourne, Victoria          | Melbourne Cricket Ground  | 1897         | 13           |
| North Melbourne Kangaroos                 |        | Melbourne, Victoria          | Docklands Stadium         | 1925         | 04           |
| Port Adelaide Power                       |        | Adelaide, South Australia    | Adelaide Oval             | 1997         | 01           |
| Richmond Tigers                           |        | Melbourne, Victoria          | Melbourne Cricket Ground  | 1908         | 13           |
| St Kilda Saints                           |        | Melbourne, Victoria          | Docklands Stadium         | 1908         | 13           |
| Sydney Swans (1897–1981: South Melbourne) |        | Sydney, New South Wales      | Sydney Cricket Ground     | 1982         | 05           |
| West Coast Eagles                         |        | Perth, Western Australia     | Perth Stadium             | 1987         | 04           |
| Western Bulldogs                          |        | Melbourne, Victoria          | Docklands Stadium         | 1925         | 02           |

Stand: 2024
Frühere Teams
| Mannschaft                    | Emblem | Stadt                | Stadion                  | von/bis   | Meistertitel |
| ----------------------------- | ------ | -------------------- | ------------------------ | --------- | ------------ |
| Brisbane Bears                |        | Brisbane, Queensland | Carrara Stadium          | 1987–1996 | 0            |
| Fitzroy Lions                 |        | Melbourne, Victoria  | Brunswick Street Oval    | 1897–1996 | 08           |
| Melbourne University Students |        | Melbourne, Victoria  | Melbourne Cricket Ground | 1908–1914 | 0            |

## Modus

### Reguläre Saison
Eine Saison besteht aus 24 Spieltagen, wobei jedes Team ein spielfreies Wochenende pro Saison erhält. Ein Sieg bedeutet vier, ein Unentschieden zwei Punkte. Sollten zwei oder mehrere Teams in der Tabelle gleich viele Punkte gesammelt haben, entscheidet die sogenannte Percentage über die Tabellenposition. Die Percentage drückt das Verhältnis zwischen erzielten und erhaltenen Punkten aus und wird entsprechend in Prozent angegeben. Das Team mit der höheren Percentage steht in der Tabelle über dem Team mit der niedrigeren Percentage. Am Ende der regulären Saison erhält der Tabellenführer die McClelland Trophy.

### Finals
Die besten acht Teams der regulären Saison spielen den nationalen Meister in der vierwöchigen Finals series aus. Die besten vier Vereine der Saison haben dabei die Möglichkeit, trotz einer Niederlage im qualifizierenden Finale dennoch das Grand Final zu erreichen. Dabei sind die einzelnen Wochen folgendermaßen organisiert:

#### Erste Woche
- Erstes qualifizierendes Finale (1st Qualifying Final): Erster der regulären Saison gegen den Vierten der regulären Saison
- Zweites qualifizierendes Finale (2nd Qualifying Final): Zweiter der regulären Saison gegen den Dritten der regulären Saison
- Erstes Ausscheidungsfinale (1st Elimination Final): Fünfter der regulären Saison gegen den Achten der regulären Saison
- Zweites Ausscheidungsfinale (2nd Elimination Final): Sechster der regulären Saison gegen den Siebten der regulären Saison

Die Sieger der qualifizierenden Finals erreichen direkt die Vorfinals (Preliminary finals), die Verlierer müssen zunächst gegen die Sieger der Ausscheidungsfinals in den Halbfinals (Semi finals) antreten. Die Verlierer der Ausscheidungsfinals sind endgültig aus dem Wettbewerb ausgeschieden.

#### Zweite Woche
- Erstes Halbfinale (1st Semi final): Verlierer des ersten qualifizierenden Finals gegen den Sieger des ersten Ausscheidungsfinals
- Zweites Halbfinale (2nd Semi final): Verlierer der zweiten qualifizierenden Finals gegen den Sieger des zweiten Ausscheidungsfinals

#### Dritte Woche
- Erstes Vorfinale (1st Preliminary final): Sieger des ersten qualifizierenden Finals gegen den Sieger des zweiten Halbfinals
- Zweites Vorfinale (2nd Preliminary final): Sieger des zweiten qualifizierenden Finals gegen den Sieger des ersten Halbfinals

#### Vierte Woche
- Grand Final: Sieger des ersten Vorfinals gegen den Sieger des zweiten Vorfinals

Im Falle eines Unentschiedens wird ein Wiederholungsspiel in der fünften Woche fällig, sollte dieses Match ebenfalls unentschieden enden, gibt es eine Verlängerung.

## Spieler
Die Australian Football League wird von australischen Spielern dominiert. Während der Saison 2012 waren lediglich zwölf Profis ohne australische Wurzeln in der AFL aktiv, darunter zehn Iren, ein Kanadier und ein US-Amerikaner. 78 Spieler waren in der Saison 2011 Indigenen Ursprungs, was 9,74 % der Australian-Football-Spieler entspricht.
Ein Verein darf maximal 20 Spieler im Jahr haben, wobei 38 bis 40 Profis auf der sogenannten senior list und vier bis sechs Spieler auf der rookie list stehen müssen. Hinzu kommen bis zu drei development rookies, zu denen u. a. auch ausländische Spieler zählen. Spielerwechsel sind nur während der trade period in der Saisonpause möglich. Neue Spieler können der Liga durch verschiedene Drafts beitreten, so existiert der Rookie Draft, der National Draft und der Pre-season Draft. Zwischen 1990 und 1993 wurde ein Mid-season Draft durchgeführt. Seit der Offseason 2012/2013 sind auch Spielerwechsel von Free Agents möglich.
Bei Spielerverpflichtungen müssen die Vereine zum einen die Kadergröße beachten, zum anderen aber auch den Salary Cap (Gehaltsobergrenze) der AFL einhalten. Dieser liegt derzeit bei 9,13 Mio. AUD (etwa 6,25 Mio. Euro) pro Saison. Kürzlich beigetretene Vereine erhalten einen höheren Salary Cap, die Gold Coast Suns konnten in der Saison 2013 beispielsweise 9,63 Mio. AUD (etwa 6,6 Mio. Euro), die Greater Western Sydney Giants 9,987 Mio. AUD (etwa 6,85 Mio. Euro) zahlen. Zusätzlich existiert ein sogenannter Salary Floor, welcher das Minimum an Gehalt, das für den gesamten Kader gezahlt werden muss, festlegt. Dieser liegt seit 2013 bei 95 % des Salary Caps. Im Schnitt verdient jeder Australian-Football-Spieler etwa 250.000 AUD (etwa 172.000 Euro) pro Jahr, die Bestverdiener geschätzte 1,2 Mio. AUD (etwa 820.000 Euro).

## Popularität
Der Zuschauerschnitt bei den Spielen in der AFL liegt über 30.000 pro Spiel. Dies macht die Australian Football League zu einer der populärsten Sportligen weltweit. Während der Finals lag der Schnitt seit 1995 zwischen 49.938 (2002) und 68.385 (2009) Zuschauern. Zum Grand Final strömen jedes Jahr knapp 100.000 Zuschauer, (2018: 100.022 zahlende Besucher). In Australien ist Australian Football somit die populärste Liga bezüglich des Zuschauerzuspruchs und nach Cricket die zweitbeliebteste Sportart bezüglich des Fernsehzuspruchs.
AFL-Rangliste von 1990–2021 nach Siegprozenten
| Mannschaft                    | Spiele | Siege | Remis | Niederlagen | erzielte Punkte | erhaltene Punkte | prozentual | Punkte | Titel | Siege in Prozenten |
| ----------------------------- | ------ | ----- | ----- | ----------- | --------------- | ---------------- | ---------- | ------ | ----- | ------------------ |
| Geelong Cats                  | 756    | 476   | 6     | 274         | 75910           | 64500            | 117.69     | 1916   | 3     | 63.36              |
| West Coast Eagles             | 751    | 432   | 6     | 313         | 70108           | 64460            | 108.76     | 1740   | 4     | 57.92              |
| Hawthorn Hawks                | 736    | 405   | 6     | 325         | 70383           | 65057            | 108.19     | 1632   | 5     | 55.43              |
| Port Adelaide                 | 572    | 304   | 5     | 263         | 51920           | 50446            | 102.92     | 1226   | 1     | 53.58              |
| Collingwood Magpies           | 737    | 390   | 8     | 339         | 69197           | 64076            | 106.66     | 1576   | 2     | 53.46              |
| Essendon Bombers              | 731    | 379   | 10    | 342         | 69991           | 68554            | 102.10     | 1562   | 2     | 52.53              |
| Sydney Swans SMFC             | 742    | 384   | 8     | 350         | 68535           | 65416            | 104.77     | 1552   | 2     | 52.29              |
| Adelaide Crows                | 710    | 370   | 2     | 338         | 63671           | 60698            | 104.90     | 1484   | 2     | 52.25              |
| North Melbourne Kangaroos     | 732    | 379   | 4     | 349         | 71113           | 69778            | 101.91     | 1524   | 2     | 52.05              |
| Western Bulldogs Footscray    | 732    | 365   | 8     | 359         | 68172           | 68972            | 98.84      | 1476   | 1     | 50.41              |
| Brisbane Lions                | 572    | 272   | 6     | 294         | 52743           | 53314            | 98.93      | 1040   | 3     | 48.08              |
| St Kilda Saints               | 724    | 341   | 10    | 373         | 65318           | 66910            | 97.62      | 1384   | 0     | 47.79              |
| Richmond Tigers               | 718    | 332   | 8     | 378         | 63996           | 68513            | 93.41      | 1344   | 3     | 46.80              |
| Greater Western Sydney Giants | 228    | 102   | 4     | 122         | 18477           | 20555            | 89.89      | 416    | 0     | 45.61              |
| Fremantle Dockers             | 604    | 266   | 1     | 337         | 50819           | 55162            | 92.13      | 1066   | 0     | 44.12              |
| Carlton Blues                 | 722    | 314   | 5     | 403         | 65777           | 69108            | 95.18      | 1266   | 1     | 43.84              |
| Melbourne FC                  | 700    | 295   | 5     | 400         | 63641           | 69648            | 91.38      | 1190   | 1     | 42.50              |
| Brisbane Bears +              | 156    | 51    | 2     | 103         | 14007           | 17024            | 82.28      | 208    | 0     | 33.33              |
| Gold Coast Suns               | 237    | 59    | 2     | 176         | 17130           | 23543            | 72.76      | 240    | 0     | 25.32              |
| Fitzroy FC +                  | 152    | 38    | 0     | 114         | 12673           | 17740            | 71.44      | 152    | 0     | 25.00              |

Die unterschiedliche Anzahl Spiele erklärt sich aus dem Jahr des Beitritts und aus der Anzahl der bestrittenen Finalspiele.
+ Brisbane Bears und Fitzroy FC fusionierten 1997 zu den Brisbane Lions

## Berichterstattung in Deutschland
Bis zur Saison 2015 übertrug Eurosport 2 wöchentlich live eine Partie aus der AFL. Für die Saison 2016 hat sich Eurosport 2 die Übertragungsrechte nicht mehr gesichert. Seit 2022 werden einzelne Spiele auf Sport1+ übertragen.